# Fredericia–Århusbanen
Fredericia-Århusbanen är en statsägd järnväg som går mellan Fredericia och Århus i Danmark. Den är en del av den Østjyske længdebane.
Banan är dubbelspårig, men inte elektrifierad, och max hastighet är 160 eller 180 km/h.
Banan invigdes 1868. Dubbelspår byggdes 1916-1929. Man beslutade om elektrifiering 1995, men beslutet togs tillbaka 1999, eftersom det inte skulle löna sig på grund av ökade bedömda kostnader.
När banan invigts var det passagerarbåt över Lilla Bält vid Fredericia. 1872 startades järnvägsfärja. Fast förbindelse öppnades över Lilla Bält 1935. 